# S10 (chanteuse)
Pour les articles homonymes, voir S10.
Stien den Hollander (/stin dɛn ˈɦɔlɑndər/, dite S10 (/ɛsˈtin/) est une autrice-compositrice-interprète et rappeuse néerlandaise née le 8 novembre 2000 à Abbekerk. Elle représente les Pays-Bas au Concours Eurovision de la chanson 2022, à Turin en Italie.

## Jeunesse et débuts
Stien den Hollander naît le 8 novembre 2000 à Abbekerk, en Hollande-Septentrionale,. Elle a un frère jumeau, nommé Emiel. Tous les deux n'ont, depuis leur naissance, quasiment pas de contact avec leur père biologique. Elle a grandi à Abbekerk, puis à Hoorn.

Durant son adolescence, Stien souffre de plusieurs troubles psychiques, et fait parfois l'expérience d'hallucinations auditives et de dépression. À 14 ans, elle se fait admettre en hôpital psychiatrique à la suite d'une tentative de suicide. Elle a été diagnostiquée atteinte d'un trouble bipolaire.

## Carrière
En 2016, S10 auto-édite son premier EP, Antipsychotica, qu'elle enregistre au moyen d'écouteurs Apple et publie sur la plateforme web de distribution audio SoundCloud,. Elle signe un contrat chez Noah's Ark en 2017. Son deuxième EP, intitulé Lithium, sort en 2018. Ses chansons reprennent souvent le thème des troubles psychiques, les titres de ses deux EP correspondant eux-mêmes à des noms de médicaments psychotropes.

En 2019, elle sort son premier album, intitulé Snowsniper, en référence au tireur d'élite Simo Häyhä. Cet album est récompensé d'un Edison Award en février 2020. Son deuxième album, Vlinders, sort en novembre de la même année.

En 2021, S10 sort un single intitulé Adem je in, qu'elle a coécrit avec Jacqueline Govaert.

Le 7 décembre 2021, il est annoncé que S10 a été sélectionnée par AVROTROS pour représenter les Pays-Bas au Concours Eurovision de la chanson 2022, à Turin en Italie. Sa chanson, intitulée De diepte, est interprétée en néerlandais, une première depuis 2010. S10 participe à la première demi-finale, où elle se classe deuxième avec 221 points et se qualifie donc pour la finale. À l'issue de cette dernière, elle termine à la onzième place, recevant 171 points au total (129 points des jurys et 42 points du télévote).

## Discographie

### EP
- 2017: Antipsychotica
- 2018: Lithium
- 2019: Diamonds

### Albums
- 2019: Snowsniper
- 2020: Vlinders